# Lisszaboni repülőtér
A Lisszaboni repülőtér (IATA: LIS, ICAO: LPPT), ismert még mint Humberto Delgado repülőtér vagy Portela repülőtér, Portugália legjelentősebb nemzetközi repülőtere. Az ország fővárosától, Lisszabontól 7 km-re északkeletre található. A repülőtér az ország fő nemzetközi kapuja, a 18. legnagyobb repülőtér Európában a forgalma alapján, 2018-ban 29 006 042 utas fordult meg itt, mely 8,8%-kal több az előző évitől. 2017-ben 115,7 ezer tonna áru is érkezett ide.
2019 januárjában a Portugália kormánya jóváhagyta a repülőtér fejlesztését, továbbá egy második lisszaboni repülőtér építését Montijo közelében. A Lisszaboni repülőtér 2022-től évente mintegy 50 millió utast szeretne kiszolgálni.

## Futópályák
A repülőtér futópályái:
- 03/21 (3805 m, 45 m, aszfalt)

## Forgalom
Az utasforgalom az elmúlt években az alábbi módon változott:
| Utasok száma | 510 855 | 1 829 603 | 2 652 883 | 2 395 092 | 5 282 553 | 6 817 050 | 9 637 000 | 13 261 000 | 22 449 000 | 28 261 883 |
|              | 1963    | 1969      | 1976      | 1982      | 1990      | 1997      | 2003      | 2009       | 2016       | 2022       |

## Megközelítése

### Metróval
A Lisszaboni metró piros vonalának végállomása a repülőtér.